# Галон
Галон је мера за запремину. 1 енглески галон је 4,546 литара а 1 амерички галон је 3,785 литара. Енглески галон се користи у Великој Британији, Канади и неким карипским земљама док амерички галон се користи у САД, неким латиноамеричким и карипским земља. Три знатно различите величине су тренутно у употреби:
- империјални галон, дефинисан као 4,54609 литара, који се користи у Уједињеном Краљевству, Канади, и појединим карипским нацијама;
- УС галон дефинисан као 231 кубна инча (тачно 3,785411784 литра), који се користи у САД и неким латинскоамеричким и карипским земљама; и
- УС суви галон, дефинисан као 1⁄8 US бушела (тачно 4,40488377086 литара).

Постоје четири кварта у галаону и осам пинта, и оне су различите величине у различитим системима.
IEEE стандардни симбол за галон је gal.

## Дефиниције
Галон тренутно има једну дефиницију у империјалном систему и две дефиниције (течну и суву) у америчком уобичајеном систему. Историјски је било много дефиниција и редефиниција.

### Енглески систем галаона
У Великој Британији је постојао низ система мерења течности пре 19. века.
- Винчестерски или корнски галон био је 272 in3 (157 imp fl oz) (1697. закон 8 и 9, одредба III ц22)
  - Хенри  (винчестерски) корнски галон од 1497. године је био 154,80 fl oz
  - Елизабета I корнски галон од 1601. године је био 155,70 fl oz
  - Вилијам III корнски галон од 1697. године надаље је био 156,90
- Староенглески (елизабетански) пивски галон био је 282 in3 (163 imp fl oz) (1700 закон 11 одредба III ц15)
- Староенглески (краљица Ан) вински галон је нормиран на 231 in3 (133 imp fl oz) по закону 5 из 1706. ц27, али се пре тога разликовао:
  - Лондонски Галдхол галон (пре 1688. године) имао је 129,19 fl oz
  - Џерзијски галон (од 1562. године надаље) имао је 139,20 fl oz
  - Герншки галон (потиче из 17. века до 1917. године) имао је 150,14
- Ирски галон је имао 217 in3 (125 imp fl oz) (10. Ирски закон из 1495. Хенрија VII ц22, потврђен законом из 1736. године Гео II ц9)

### Империјални галон
Британски империјални галон је сада дефинисан као тачно 4,54609 литара (277,4194 кубна инча). Он се користи у неким земљама Комонвелта. До 1976. је био заснован на запремини од воде при 62 °F (17 °C). Галон садржи четири кварта, империјална пинта је дефинисана као 0,56826125 литара (тј. 1/8 галона), а у империјалној пинти има 20 империјалних течних унци.

### УС течни галон
Амерички течни галон (који се често назива једноставно „галон”) законски је дефинисан као 231 кубични инч, што је тачно 3,785411784 литара. Амерички течни галон воде тежи око 8,34 lb или 3,78 kg на 62 °F (17 °C), што га чини за око 16,6% лакшим од империјалног галона. Постоје четири кварта у галону, две пинте у кварту, при чему је 16 америчких течних унци у америчкој пинти, и стога је америчку течна унца једнаком 1/128 америчког галона. Да би се превазишли ефекти експанзије и контракције са температуром када се помоћу галона специфицира количина материјала за потребе трговине, уобичајено је да се дефинише температура на којој ће материјал заузимати наведену запремину. На пример, запремина нафтних деривата и алкохолних пића се обе према владиним прописима наводе на 60 °F (15,6 °C).

### УС суви галон
Будући да је сува мера једна осмина америчког винчестерског бушела од 2150,42 кубичних инча, она је стога једнака тачно 268,8025 кубичних инча, што је 4,40488377086 L. Амерички суви галон се не користи у трговини, а такође није наведен у одговарајућем статуту, већ се креће од суве пинте до бушела.

## Употреба галона широм света
Галони који се користе у изразима економичности горива у Канади и Уједињеном Краљевству су империјални галони.
Упркос свог статуса територије САД, и за разлику од Америчке Самое, Северних Маријанских Острва, Гвама, и Девичанских острва САД, Порторико је престао са продајом бензина у америчким галонима 1980. године.
Галон је уклоњен са листе законски дефинисаних основних мерних јединица заведених у ЕУ директиви 80/181/ЕЕЦ за трговинске и службене сврхе, што је ступило на снагу 31. децембра 1994. Према тој директиви галон се и даље може користити, али само као додатна или секундарна јединица. Један од ефеката ове директиве био је да је Уједињено Краљевство изменило сопствено законодавство како би галон заменило литром као примарном мерном јединицом у трговини и обављању јавних послова, што је ступило на снагу од 30. септембра 1995. године.
Ирска је такође усвојила законске мере као одговор на директиву ЕУ, а датум ступања на снагу је био 31. децембра 1993. Мада је галон престао да буде законски дефинисана примарна јединица, он се и даље може легално користити и у Великој Британији и Ирској као додатна јединица.
Уједињени Арапски Емирати започели су продају бензина на литре 2010. године, док су Гвајана и Панама извршиле прелаз 2013. годину. УАЕ и Гвајана, некадашње британске колоније, раније су користиле империјални галон, а Панама амерички галон.
Мјанмар (Бурма) је прешао са империјалних галона на литарску продају пре 2014. године.
Антигва и Барбуда су планирале да пређу на употребу литра до 2015, али је због различитих проблема, прелазак је извршен тек 2019. године.
Од 2019. године, империјални галон се и даље користи као јединица мере у Ангвили, Британским Девичанским Острвима, Кајманским Острвима, Доминици, Гренади, Монтсерату, Сент Китс и Невису, Светој Луцији, и Ст. Винценту & Гренадину.
Поред Сједињених Држава, амерички галон се још увек користи у Белизеу, Колумбији, Доминиканској републици, Еквадору, Ел Салвадору, Гватемали, Хаитију, Хондурасу, Либерији, Никарагви и Перуу, али само за продају бензина; сви остали производи у овим земљама продају се у литрима, или умношцима и деловима литре.
На острвима Теркс и Кејкос користе се амерички и империјални галон. То је последица повећања пореских дажбина, прикривених убирањем исте царине на амерички галон (3,79 L) као што је раније наплаћивано на империјални галон (4,55 L).